# ديفيد وايس
ديفيد وايس (بالإنجليزية: David Weiss)‏ هو موسيقي أمريكي، ولد في 21 أكتوبر 1964 في نيويورك في الولايات المتحدة.

## وصلات خارجية
- ديفيد وايس على موقع ميوزك برينز (الإنجليزية)
- ديفيد وايس على موقع أول ميوزيك (الإنجليزية)
- ديفيد وايس على موقع ديسكوغز (الإنجليزية)